# Loudoun Valley Estates
 (février 2025).
Loudoun Valley Estates est une census-designated place située dans le comté de Loudoun, dans l’État de Virginie, aux États-Unis. Lors du recensement de 2020, elle comptait 11 436 habitants.